# Biblia (miniserial)
Biblia (ang. The Bible) – amerykański 10-odcinkowy, 5-częściowy miniserial telewizyjny z roku 2013, przedstawiający najpopularniejsze historie biblijne, począwszy od Arki Noego aż do Ukrzyżowania i Zmartwychwstania Jezusa Chrystusa.

## Realizacja miniserialu
Twórcami miniserialu Biblia są producent Mark Burnett i jego żona, aktorka Roma Downey. Na pomysł zrealizowania Biblii Burnett wpadł po przypomnieniu sobie obejrzanego w dzieciństwie filmu Dziesięcioro przykazań w reżyserii Cecila B. DeMilla. Miniserial Biblia powstał w oparciu o dwie wersje tłumaczenia Pisma Świętego: New International Version i New Revised Standard Version. Od strony technicznej stanowi on połączenie kina akcji z technologią CGI.

## Odbiór
Pierwszą część serialu Biblia obejrzało 13,1 mln Amerykanów (a łącznie z powtórką 14,8 mln), co było najlepszym wynikiem w tym roku (styczeń–marzec 2013) wśród wszystkich programów rozrywkowych wyemitowanych w Stanach Zjednoczonych przez duże stacje kablowe. Zdaniem Nancy Dubuc, prezesa A+E Networks powodzenie miniserialu ulokowało kanał History pośród najbardziej wpływowych stacji telewizyjnych. 19 października 2013 w Polsce na kanale telewizji Polsat odbyła się premiera filmu o godzinie 20:00 (dwa odcinki połączone w jeden).

## Obsada
- Keith David – narrator[4]
- Diogo Morgado – Jezus Chrystus
- Leila Mimmack / Roma Downey – Maria, Matka Jezusa
- David Rintoul – Noe
- Gary Oliver – Abraham
- William Houston – Mojżesz
- Andrew Scarborough – Jozue
- Kierston Wareing – Dalila
- Nonso Anozie – Samson
- Paul Freeman – Samuel
- Francis Magee – Saul
- Langley Kirkwood – Dawid
- Conan Stevens – Goliat
- Melia Kreiling – Batszeba
- Jake Canuso – Daniel
- Daniel Percival – Jan Chrzciciel
- Joe Coen – Józef
- Darwin Shaw – Piotr
- Sam Douglas – Herod
- Greg Hicks – Piłat
- Sebastian Knapp – Jan
- Amber Rose Revah – Maria Magdalena
- Adrian Schiller – Kajfasz
- Joe Wredden – Judasz

## Części
| Tytuł oryg. | Tytuł pol. | Premiera      | Opis | Czas  |
| Beginnings  |            | 3 marca 2013  | Noe znosi gniew Boga. Abraham dociera do Ziemi Obiecanej, ale wciąż musi udowodniać swoją wiarę w Boga. Mojżesz wyprowadza Izraelitów z Egiptu przeprowadzając ich przez Morze Czerwone, a później dostaje od Boga Dziesięć Przykazań. | 42:24 |
| Exodus      |            | 3 marca 2013  | Noe znosi gniew Boga. Abraham dociera do Ziemi Obiecanej, ale wciąż musi udowodniać swoją wiarę w Boga. Mojżesz wyprowadza Izraelitów z Egiptu przeprowadzając ich przez Morze Czerwone, a później dostaje od Boga Dziesięć Przykazań. | 45:12 |
| Homeland    |            | 10 marca 2013 | Jozue podbija Jerycho; Dalila zwodzi Samsona, kiedy Izraelici walczą z Filistynami. Samuel namaszcza Dawida na króla, Saul zazdrości Dawidowi, gdy ten pokonał Goliata. Król Dawid zapoczątkowuje złoty wiek w dziejach Izraela, ale wkrótce daje się zwieść władzy z powodu Batszeby. Bóg wybacza Dawidowi, a jego syn, Salomon buduje w Jerozolimie świątynię Bożą. | 43:45 |
| Kingdom     |            | 10 marca 2013 | Jozue podbija Jerycho; Dalila zwodzi Samsona, kiedy Izraelici walczą z Filistynami. Samuel namaszcza Dawida na króla, Saul zazdrości Dawidowi, gdy ten pokonał Goliata. Król Dawid zapoczątkowuje złoty wiek w dziejach Izraela, ale wkrótce daje się zwieść władzy z powodu Batszeby. Bóg wybacza Dawidowi, a jego syn, Salomon buduje w Jerozolimie świątynię Bożą. | 43:10 |
| Survival    |            | 17 marca 2013 | Żydzi dostają się do niewoli babilońskiej. Daniel zostaje wrzucony do jaskini lwów, ale dzięki wierze zostaje oszczędzony przez Boga. Żydzi powracają do Jerozolimy. Anioł Gabriel zwiastuje Maryi, iż urodzi ona dziecko. Józef udaje się z Maryją do Betlejem na spis. W Betlejem rodzi się Jezus. Święta Rodzina ucieka przed Herodem do Egiptu. Judea dostaje się pod panowanie Piłata. Jan chrzci Jezusa, który jest gotowy do podjęcia swej misji.                      | 41:28 |
| Hope        |            | 17 marca 2013 | Żydzi dostają się do niewoli babilońskiej. Daniel zostaje wrzucony do jaskini lwów, ale dzięki wierze zostaje oszczędzony przez Boga. Żydzi powracają do Jerozolimy. Anioł Gabriel zwiastuje Maryi, iż urodzi ona dziecko. Józef udaje się z Maryją do Betlejem na spis. W Betlejem rodzi się Jezus. Święta Rodzina ucieka przed Herodem do Egiptu. Judea dostaje się pod panowanie Piłata. Jan chrzci Jezusa, który jest gotowy do podjęcia swej misji.                      | 45:11 |
| Mission     |            | 24 marca 2013 | Jezus karmi tłumy z Galilei i wskrzesza z martwych Łazarza. Jezus wjeżdża do Jerozolimy na osiołku ogłaszając, iż jest Mesjaszem. Wywraca stoły handlujących w świątyni. Kajfasz nakłania Judasza do zdrady Jezusa. Jezus wywołuje poruszenie wśród swych uczniów podczas Ostatniej Wieczerzy; zostaje aresztowany i skazany na śmierć. | 41:45 |
| Betrayal    |            | 24 marca 2013 | Jezus karmi tłumy z Galilei i wskrzesza z martwych Łazarza. Jezus wjeżdża do Jerozolimy na osiołku ogłaszając, iż jest Mesjaszem. Wywraca stoły handlujących w świątyni. Kajfasz nakłania Judasza do zdrady Jezusa. Jezus wywołuje poruszenie wśród swych uczniów podczas Ostatniej Wieczerzy; zostaje aresztowany i skazany na śmierć. | 45:03 |
| Passion     |            | 31 marca 2013 | Piotr zapiera się Jezusa. Judasz wiesza się. Tłum domaga się śmierci Jezusa. Jezus zostaje ukrzyżowany. Kiedy Maria Magdalena udaje się do jego grobu, dostrzega idącą ku niej postać rozpoznając w niej Jezusa. Jezus nakazuje swoim uczniom, aby „szli i nauczali wszelkie stworzenie”, ich misja znaczona jest jednak nienawiścią, a nawet śmiercią. Paweł pod wpływem wizji nawraca się. Jan doznaje objawienia, iż Jezus powróci, a wszyscy wierzący zostaną nagrodzeni. | 40:15 |
| Courage     |            | 31 marca 2013 | Piotr zapiera się Jezusa. Judasz wiesza się. Tłum domaga się śmierci Jezusa. Jezus zostaje ukrzyżowany. Kiedy Maria Magdalena udaje się do jego grobu, dostrzega idącą ku niej postać rozpoznając w niej Jezusa. Jezus nakazuje swoim uczniom, aby „szli i nauczali wszelkie stworzenie”, ich misja znaczona jest jednak nienawiścią, a nawet śmiercią. Paweł pod wpływem wizji nawraca się. Jan doznaje objawienia, iż Jezus powróci, a wszyscy wierzący zostaną nagrodzeni. | 47:39 |